# パナジ
パナジ（पणजी , Panaji）はインド ゴア州の州都。マンドヴィー(Mandovi)河口に位置するゴア州第三の都市。ポルトガル語と英語ではパンジム(Panjim)と呼ばれる。人口6万5千人（2005年）。

## 地理

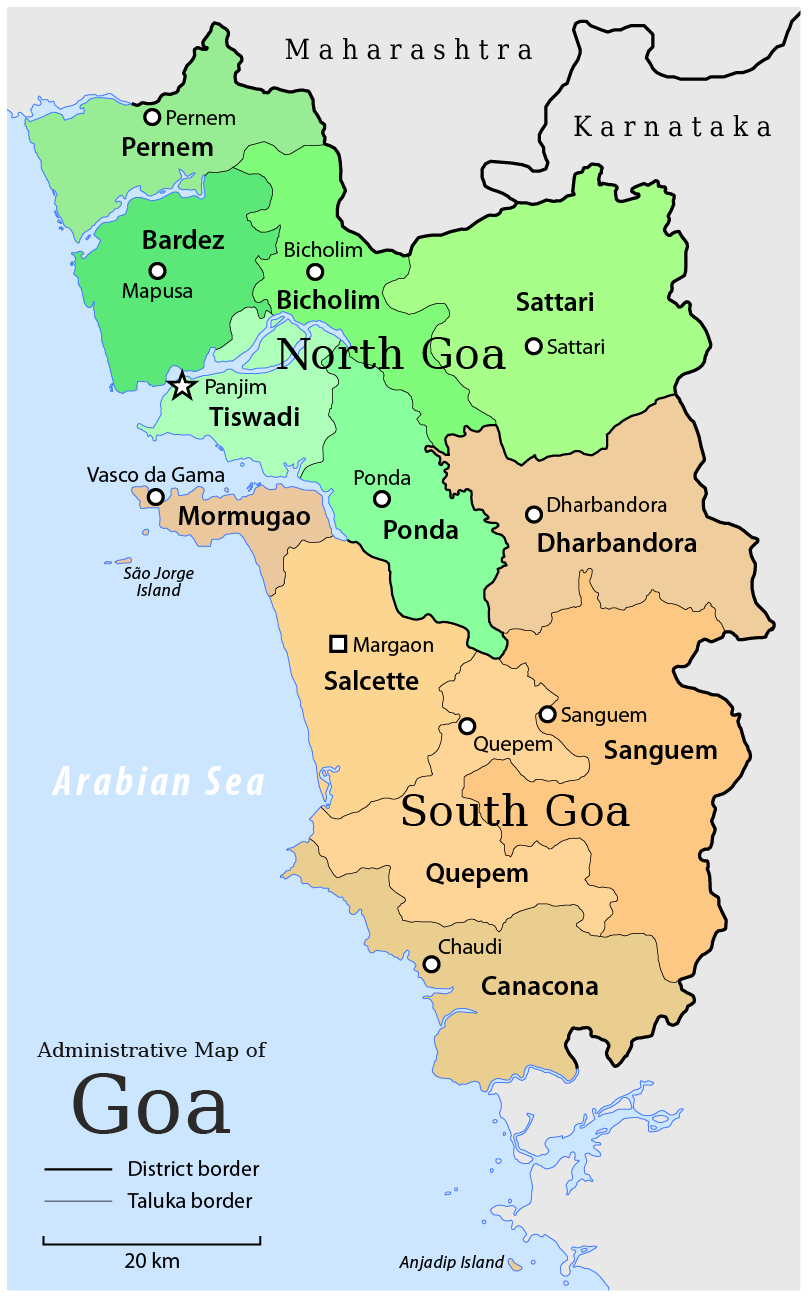
パナジの位置

ゴア州

## 概要
- 当時ポルトガル領インドの首都はオールドゴアだったが、ペスト蔓延のため[1]、1843年に遷都されゴア州の州都となる[2]。
- 旧ポルトガル植民地の面影が色濃く残っている町で、マンドヴィー川（英語版）に沿っている。真っ白が象徴で、現在は1619年に建造されたパナジ教会（Our Lady of the Immaculate Conception Church, Goa）・1880年代に建てられたサン・セバスチャン礼拝堂がある[3]。
- コロニアル風の町並みが見られる2大地区はサン・トーメとフォンテインハスがある[3]。

## 姉妹都市
- リスボン、ポルトガル共和国